# 中山市體育場

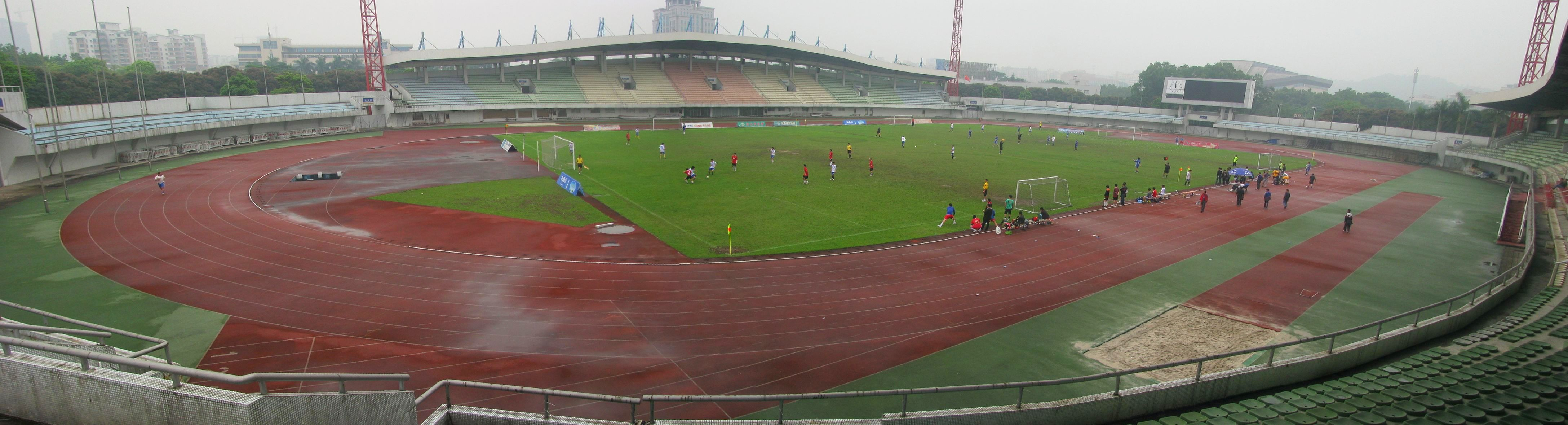
2012年的體育場

中山市體育場是一個位於中國廣東省中山市的多用途足球場，是1991年國際足協女子世界盃比賽場地之一，設有12,000名觀眾席。球場亦設有全天候跑道。此外球場亦有時用作演唱會表演場地。
22°30′36″N 113°23′00″E / 22.509925°N 113.383332°E